# Jorge Blanco (Schauspieler)

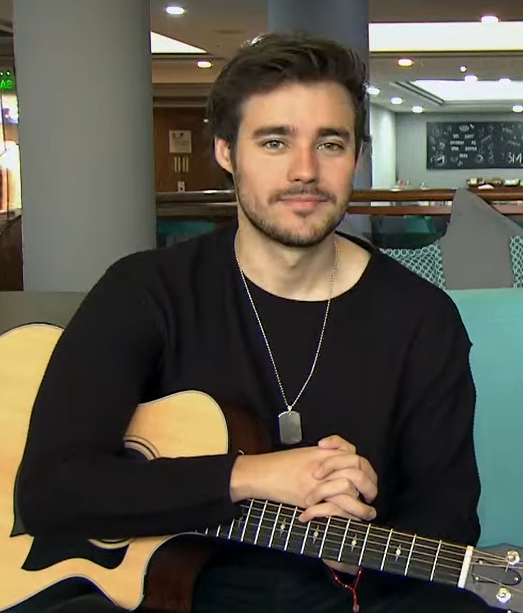
Jorge Blanco (2019)

Jorge Blanco Güereña (* 19. Dezember 1991 in Guadalajara) ist ein mexikanischer Schauspieler, Sänger und Tänzer. Bekannt wurde er durch die Rolle des León, aus der Disney-Channel-Serie Violetta.

## Leben
Erstmals im Fernsehen trat Blanco im Jahr 2007 auf, als er an der Reality-Show High School Musical: Le Selección teilnahm. 2010 war er in der zehnteiligen Miniserie Highway: Rodando la Aventura zu sehen und war einer der Protagonisten der ersten Staffel der Serie Cuando toca la campana. Im Mai 2010 nahm Blanco in den USA an den Disney’s Friends for Change Games teil und unterstützte damit UNICEF. Durch die Dreharbeiten für Violetta war er in nur noch vier Episoden der zweiten Staffel von Cuando toca la campana zu sehen. Er schloss einen Plattenvertrag mit Hollywood Records ab und spielte 2016 in dem Spielfilm Tini: Violettas Zukunft mit. Blanco ist mit seiner Kollegin Stephie Camarena verheiratet.

## Filmografie
- 2008: High School Musical: el desafío
- 2010: Highway: Rodando la Aventura (Fernsehserie, 10 Episoden)
- 2011–2012: Cuando toca la campana (Fernsehserie, 42 Episoden)
- 2011: Disney’s Friends for Change Games
- 2012–2015: Violetta (Fernsehserie, 240 Episoden)
- 2013: Violetta – Live in Concert
- 2015: Violetta – Der Weg zum Erfolg
- 2016: Tini: Violettas Zukunft (Tini: El gran cambio de Violetta)
- 2022: Papas auf Anfrage (Fernsehserie, 10 Episoden)

## Diskografie
Soundtracks
- 2008: High School Musical: El Desafio Mexico
- 2011: Cuando toca la campana
- 2012: Violetta
- 2012: Cantar es lo que soy
- 2013: Hoy Somos más
- 2013: Voy por ti
- 2014: Amor en el aire
- 2016: Light your heart
- 2016: Yo te amo a ti
- 2017: Risky Business
- 2017: Summer Soul
- 2017: Una Noche ft. SAAK
- 2018: Si te tuviera
- 2018: Escondida
- 2018: Opciones
- 2018: Te la dedico
- 2019: Conmigo
- 2019: Vamos
- 2021: Hot Damn
- 2021: Bad Karma

## Touren
- Violetta en vivo (2013–2014)
- Violetta live 2015
- New Addictions Tour (R5) 2017
- Conmigo Tour (2019)

## Auszeichnungen
- 2013 – Kids’ Choice Awards México
  - Gewonnen – Lieblingsschauspieler in Violetta.
- 2013 – Kids’ Choice Awards Argentina
  - Nominiert – Lieblingsschauspieler in Violetta.
- 2014 – Kids’ Choice Awards Colombia
  - Gewonnen – Lieblingsschauspieler in Violetta
- 2016 –  Place to be Award
  - Gewonnen – Music

- Jorge Blanco bei IMDb

| Personendaten    | Personendaten                                 |
| ---------------- | --------------------------------------------- |
| NAME             | Blanco, Jorge                                 |
| ALTERNATIVNAMEN  | Blanco Güereña, Jorge (vollständiger Name)    |
| KURZBESCHREIBUNG | mexikanischer Schauspieler, Sänger und Tänzer |
| GEBURTSDATUM     | 19. Dezember 1991                             |
| GEBURTSORT       | Guadalajara                                   |